# Территория Юта
Территория Юта (англ. Utah Territory) — инкорпорированная организованная территория США, существовавшая с 9 сентября 1850 года по 4 января 1896 года.
Территория была создана Органическим актом Конгресса в 1850 году — в тот же день, когда в состав США вошёл штат Калифорния. Создание Территории было частью Компромисса 1850 года, направленного на сохранение баланса между рабовладельческими и нерабовладельческими штатами. За исключением небольшого участка в верховьях Колорадо (на территории современного штата Колорадо), перешедшего к США по договору Адамса — Ониса в 1821 году, остальные земли, вошедшие в состав Территории, достались США по договору Гваделупе-Идальго 1848 года.
Создание Территории частично было результатом петиции, отправленной мормонскими поселенцами, которые начали оседать в долине у Большого Солёного озера. Мормоны во главе с Бригамом Янгом хотели войти в состав США как штат Дезерет. Были сформированы временные органы власти и законодательное собрание, написаны конституция штата и уголовный кодекс. Федеральные власти, однако, выступили категорически против претензий мормонов на обширную территорию, границы которой были указаны в конституции штата Дезерет.
Переговоры мормонов с федеральными властями привели к компромиссу: в сентябре 1850 г. конгресс США принял закон о создании Территории Юта, с территорией намного меньшей, чем было предусмотрено в Конституции штата Дезерет. 9 февраля 1851 года Янг прошёл инаугурацию в качестве её первого губернатора. Законодательное собрание Территории на первой сессии в сентябре 1851 года одобрила все законы и указы, ранее изданные Генеральной Ассамблеей штата Дезерет.
Хотя мормоны и составляли большинство в долине Большого Солёного озера, но после открытия в 1858 году залежей серебра в Комсток-Лоуд туда хлынул поток переселенцев других вероисповеданий. В результате в 1861 году из западной части Территории Юта была выделена Территория Невада. После открытия залежей золота в районе Брекенриджа в восточной части Территории поток новых поселенцев хлынул и туда, и в 1861 году большая часть на востоке Территории Юта была передана новосозданной Территории Колорадо.
Мормоны не считали, что строительство трансконтинентальной железной дороги окажет позитивное влияние на их жизнь, и поэтому официальные лица Территории бойкотировали церемонию забивания «золотого костыля» в Промонтори в 1869 году.
В 1868 году часть земель Территории Юта была передана в состав Территории Вайоминг, а оставшаяся часть в 1896 году стала штатом Юта.
Противоречивые мнения относительно управления Территорией мормонами явились основной причиной того, что от создания Территории до её вступления в состав США на правах штата прошло целых 46 лет.